# Jucancistrocerus
Jucancistrocerus (лат.) — род одиночных ос (Eumeninae). Палеарктика.

## Описание
Осы средних размеров (около 1 см). Основная окраска чёрная со светлыми отметинами. Взрослые самки охотятся на личинок насекомых, которые служат кормом для развития собственных личинок осы. От близких родов отличаются следующими признаками: тегула густо пунктирована, ситовидная, превосходит паратегулу сзади; верх проподеума без расширяющегося горизонтального участка; претегулярный киль отсутствует.

## Классификация
Род был выделен в 1938 году для вида Odynerus (Ancistrocerus) jucundus Mocsáry, 1883. Род включают в состав подсемейства Eumeninae. Близок к родам Parancistrocerus, Pseudonortonia, Subancistrocerus.
- Jucancistrocerus alashanicus Kurzenko, 1977
- Jucancistrocerus angustifrons (Kostylev, 1940)
- Jucancistrocerus atrofasciatus (Moravitz, 1885)
- Jucancistrocerus caspicus Giordani Soika, 1970
- Jucancistrocerus chotanensis (Blüthgen, 1942)
- Jucancistrocerus citreodecoratus Giordani Soika, 1970
- Jucancistrocerus consimilis (Moravitz, 1895)
- Jucancistrocerus inusiatus Gusenleitner, 1999
- Jucancistrocerus jucundus (Mocsáry, 1883)
- Jucancistrocerus lepidus Gusenleitner, 1972
- Jucancistrocerus minutepunctatus Giordani Soika, 1970
- Jucancistrocerus pareumeniformis Giordani Soika, 1973
- Jucancistrocerus saharensis (Giordani Soika, 1934)
- Jucancistrocerus subnitens (Moravitz, 1895)
- Jucancistrocerus tachkendensis (Dalla Torre, 1889)